# Буковинський легіон
Буковинський легіон  (нім. Bukowinische Legion), інші назви: Гуцульський легіон (нім. Hutsulische Legion), Руський Гуцульський Добровольчий Батальйон (нім. Ruthenia Huzulen Kriegsfreiwilligen Baon), Гуцульські стрільці (нім. Hutsulische Freischützen) — одне з національних добровольчих військових формувань у складі Австро-Угорської армії під час Першої світової війни, створене за сприяння Миколи фон Василька та коменданта краю Едуарда фон Фішера в 1914 р. для вирішення завдань територіальної оборони Герцогства Буковина. Складався переважно з місцевих українців. Як самостійна бойова одиниця діяв до 1916 року, після чого більша його частина увійшла до складу УСС.

## Початок І світової війни

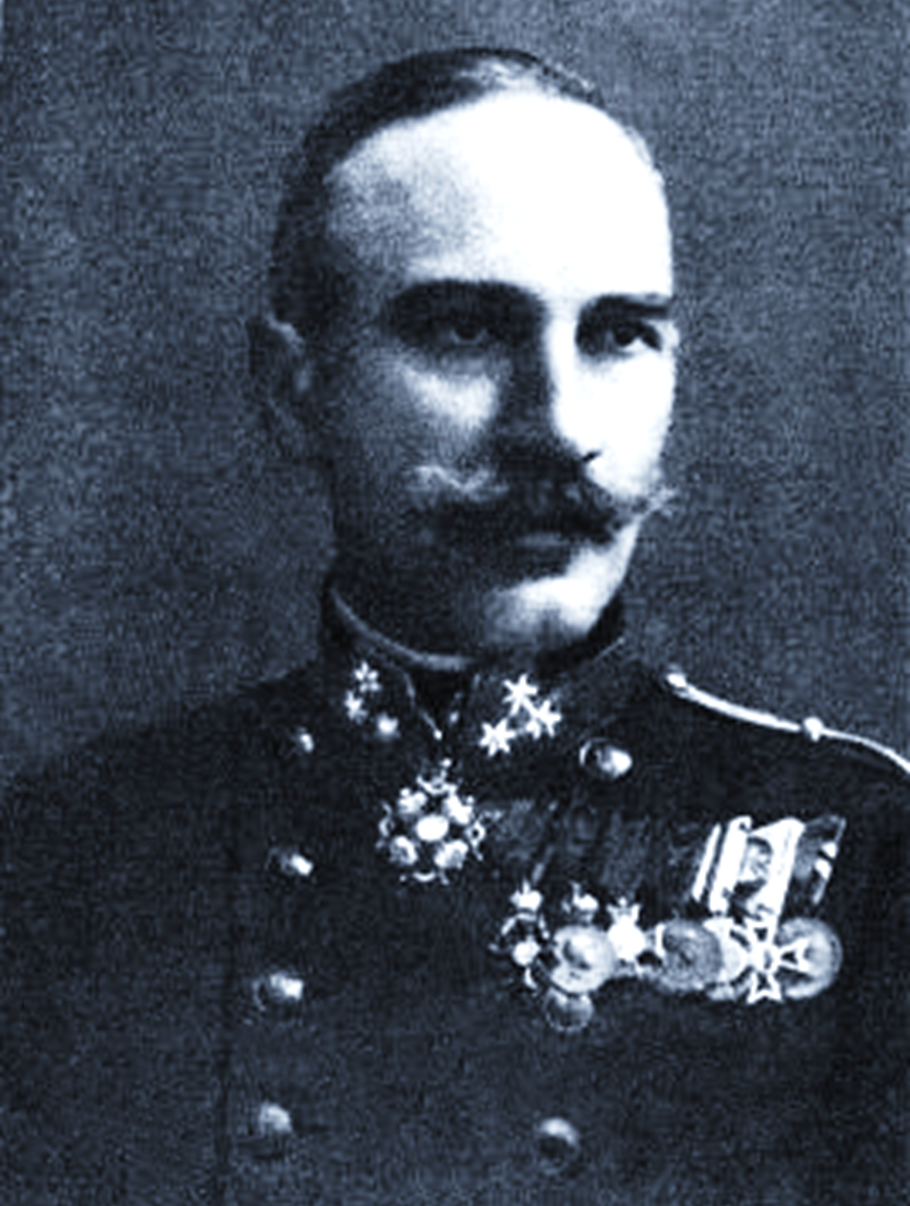
Едуард фон Фішер (1914)

На початок Першої світової війни жителі Герцогства Буковина були винятково прихильним до Габсбурзької монархії. Серед місцевих українців русофільські настрої не мали значного поширення, за виключенням незначної частини селянства та кількох представників інтелігенції у яких вони зводилися виключно до культурно-мовної сфери. Румунське населення підтримувало досить тісні зв'язки з Румунським королівством, і настрої іредентизму набували певної популярності. Але й воно було, у своїй переважній більшості, лояльним до Австро-Угорщини. У зв'язку з цим мобілізація розгорнулася на цих землях навіть швидше ніж у західних провінціях. Військовозобов'язані усіх національностей негайно вступали до своїх військових частин.

Під час кампанії 1914 р. Буковина, ставши південним флангом Східного фронту, в цілому, була другорядним театром воєнних дій. За підсумками Галицької битви більшу частину Герцогства Буковина зі столицею Черновиці було окуповано (вересень 1914) російськими військами. Незважаючи на те, що трохи більше ніж за місяць край вдалося звільнити, ситуація залишалася критичною. Вже в листопаді російські війська знову заволоділи Черновицями й намагалися просунутись до карпатських перевалів, що вели у Трансільванію.

У зв'язку з тим, що основним театром воєнних дій залишалася Галичина, де точилися запеклі бої, саме там було зосереджено найбільш боєздатні сили Австро-Угорської армії. В цих умовах комендантом краю залишався шеф місцевої жандармерії Едуард фон Фішер, котрий успішно командував угрупуванням добровольчих формувань (в основному з числа місцевих жандармів, поліціянтів, митарів, яке він називав «Буковинська армія») «армійської групи Пфланцер-Балтіни». 8 листопада 1914 р. «54-а піхотна дивізія фельдмаршал-лейтенанта Шультгайсса» відступила з галицько-буковинського прикордоння, і тим самим повністю оголила лівий фланг «Буковинського фронту». Не бажаючи здавати Буковину, фон Фішер вирішив ліквідувати пролом за рахунок створення добровольчого формування з числа місцевих гуцулів. Обгрунтовуючи свою ідею перед командуванням, комендант Фішер наголошував:
|  | Гуцули - гірські мешканці Буковини, чудові стрільці. Тирольці Сходу. |

## Гуцульські стрільці

Присяга гуцулів-добровольців Цісарю
(Селятин, 1914)

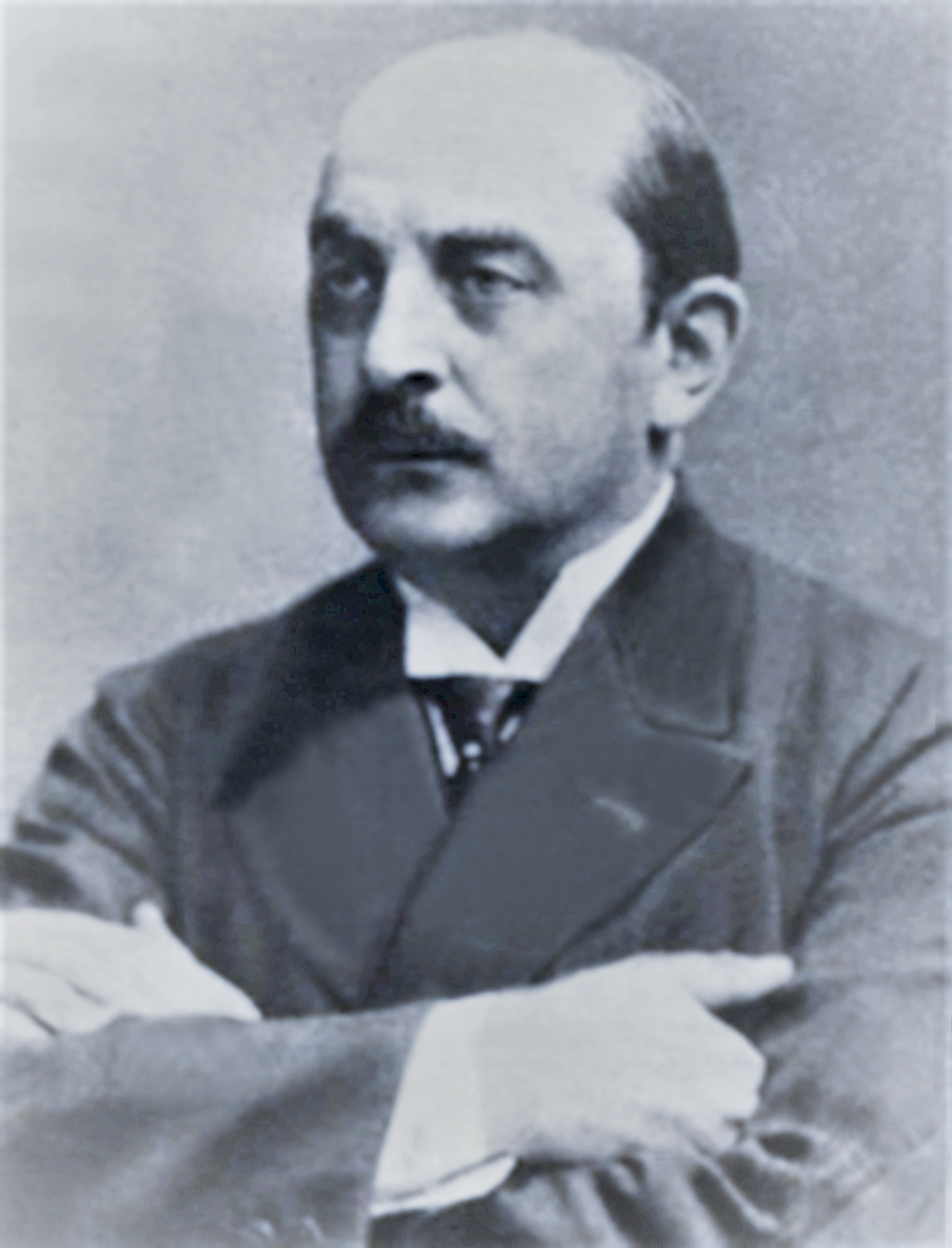
Микола фон Василько (1914)

### Загони гуцулів-добровольців
Отримавши (13.11.1914) дозвіл від штабу Пфланцер-Балтіни на реалізацію задуму, Едуард фон Фішер підписав наказ цісарсько-королівського командування крайової жандармерії (№13 від 17.11.1914) «Про набір гуцулів Буковини в добровольці та їхню організацію». Безпосереднім виконавцем задачі було визначено повітового вахмістра жандармерії Миколу Ласковського. Відповідно до його звіту «Гуцульські військові добровольці, їхня участь в боях і їхні славні подвиги. На наказ № 13 цісарсько-королівського командування крайової жандармерії в Ґура-Гуморі» (E.№.50res. від 23.03.1915) рекрутування не військовозобов'язаних буковинських гуцулів проводилося 19 листопада 1914 р. у Селятині та Сторонці-Путилів, де з 2500 добровольців (від сімнадцятирічних юнаків до сивочолих старців) було відібрано 1360 майбутніх Гуцульських стрільців, котрі наступного дня у Селятині, в присутності посла Буковинського сейму та Рейхсрату від 
буковинської гуцульщини (Вижницький і Радівецький повіти) Миколи фон Василька, склали урочисту присягу на вірність Цісарю. З цього приводу у Буковинському православному календарі зазначалося:
|  | 20 листопада 1914 р. зібралися гуцули-добровольці у числі близько 1500 почасти в Селятині, почасти в Путилові. До Селятина прибув тоді й посол-батько Василько. По святочному польовому богослужінні гаряче промовив посол Василько і в своїй бесіді завзивав лицарів-гуцулів до оборони свого народу, краю і держави! По сій промові завзяті гуцули зложили військову присягу, а зложили її радо й весело, бо «в них цісарська фана – дружина кохана». |

Враховуючи те, що гуцули (за оцінками самих же австрійських офіцерів) від природи є гарними стрільцями і чудово орієнтувалися в гірській місцевості вишкіл тривав тільки десять днів. Вже 30 листопада добровольці приступили до виконання бойових завдань. Спочатку гуцульські стрільці діяли у складі окремих невеликих підрозділів під орудою унтер-офіцерів крайової жандармерії. Координував їх дії з штабу в Селятині повітовий вахмістр Микола Ласковський.

З метою недопущення просування російських підрозділів (зосереджених в долині Серету, у Бергометі, Лопушні, Шипоті приватному і його околицях) вглиб Карпат було виставлено сторожові пости «Лопушна» (р-н Гільчі, загоном з 50-ти бійців, командир - віцевахмістр Арістид Брага), «Шипіт приватний» (52 стрільці, ком. -  Фердинанд Рах, ком. розвідувальної групи - вахм. Емануель Вебер), «Красна» (38 стрільців, ком. - вахм. Петро Косторіз), «Стража» (49 стрільців, ком. - вахм. Іван Руссу), «Бергомет» (північно-західне передмістя, 102 стрільці, ком. - вахм. Дмитро Пастельник, ком. патруля - віцевахм. Йосиф Топольницький), «Руська» (86 стрільців, ком. - віцевахм. Георгій Похоца). Крім охорони загони також повинні були вести розвідувально-диверсійну роботу. Доручені позиції гуцули-добровольці утримували більше місяця, успішно протидіючи спробам козачих підрозділів прорватися до перевалів, що вели до Семигороду. При цьому було знищено кілька десятків особового складу противника, десятки взято в полон, захоплено коней, зброю та амуніцію. Здобуті розвідувальні відомості доповідалися в штаб бригади Фрідберга. Коли ж переважаючі сили противника 1 січня 1915 року прорвалися через Плоску, отримавши розпорядженя про загальний відступ, загони гуцульських стрільців на чолі з вах-м Ласковським через Садків Бродину, Горішню Бродину, Молдаву відійшли до Брязи.

На той час Гуцульські стрільці вже стали відомими далеко за межами Буковини. У газеті «Нова Буковина» (Чернівці, 01.01.1915) було опубліковано «Повідомлення про Українських Гуцульських Стрільців на Буковині», в якому зазначалося:
|  | Про геройські діла наших Гуцульських Стрільців, яких зібрав і заохотив до боротьби з ворогами посол Николай Василько, заговорила й чужа преса. І так приносять будапештиньский «Ad Est», «Berliner Lokalanzeiger», «Frakfurter Zeitung», і віденська «Zeit» таку вістку про гуцульський лєгіон. Утворений з українських верховинців лєгіон справляє ся знаменито. Наплив до него великий. Українські верховинці ненавидять з цілого серця москалів і гурнуть ся около прапорів добровольців. Через докладне обзнокомленє добровольців з тереном може нанести лєгіон москалям великі втрати. Часто вибігають Гуцульські Стрільці з лісів і нападають на москалів, які нічого й не сподівають ся і наносять їм великі страти, а часто-густо беруть москалів в полон. В послідних днях побили гуцули багато москалів. |

«В боротьбі за рідну землю. Буковинські ополченці геройськи обороняють гірські позиції в Карпатах від росіян»
Австрійська агітаційна листівка (1914)

Спочатку всі добровольці були одягнуті у звичний гуцульський стрій з жовто-чорною пов'язкою на рукаві. Вказана обставина відгравала негативним чином у разі потрапляння гуцулів в полон. Оскільки росіяни вважали їх не військовополоненими а зрадниками, то стрільців очікувало якщо не катування то негайний розстріл. На озброєні були тільки «Гвинтівки Верндля». Пізніше активно використовувалася трофейна зброя.

Ось як описує гуцульських стрільців у своїх мемуарах Ілля Семака:
|  | З початку Гуцульскі Стрільці воювали в своїх народних строях і так дали ся взнаки Москалям, що вони між собою вповідали, що в горах є таке війско, яке носить ся в постолах і коротких сукманах а червоних шараварах, стріляє не знати відки, а як стріляє, то ніколи не хибить. Се чорти в червоних гачах. |

17 грудня 1914 р. до Ватра-Дорней прибув ерцгерцог Карл, котрий інспектував «армійську групу Пфланцер-Балтіни». В числі інших військовослужбовців, майбутній цісар відзначив й численну групу гуцульських стрільців на чолі з хорунжим Осипом Костинюком, нагородивши їх медалями за хоробрість.

### Гуцульський батальйон

відзнака «бригади підполковника Паппа» (1915)

Гуцульський добровольчий батальйон офіційна назва Руський Гуцульський Добровольчий Батальйон (нім. Ruthenia Huzulen Kriegsfreiwilligen Baon) — військове формування, сформоване 3 січня 1915 р. в Брязі вахмістром Ласковським з розрізнених загонів гуцулів—добровольців, рекрутованих (19.10.1914) в Селятині, який у подальшому виконував бойові завдання як цілісний підрозділ.
 
У цей же час, через хворобу, до Відня вибув комендант фон Фішер. Командування «Буковинським угрупуванням», на базі якого було сформовано повноцінну бригаду у складі 54-ї піхотної дивізії ХІ корпусу «армійської групи Пфланцер-Балтіни», прийняв оберст-лейтенант Даніель Папп.

За його вказівкою частина батальйону під командуванням вахмістра Фердинанда Кібека зайняла висоту біля розвилки доріг в Молдаві, де 5 січня прийняли бій з наступаючими від Ізвору переважаючими силами ворга, під час якого було знищено близько сорока російських бійців. Після відкриття противником вогню з кулеметів та артилерії гуцульські стрільці змушені були відступити до Брязи, а звідти у складі батальйону в напрямку Местеканешт, де зайняли укріплені позиції. Цей рубіж горяни утримували більше місяця, протягом якого російські війська намагалися прорвати оборону (особливо 17-19 січня), однак були змушені відступати з великими втратами. Крім того Гуцульський батальйон брав активну участь у боях в районі Пожоритої та Кирлібаби.

Починаючи з 8 лютого 1915, у складі австрійського з'єднання генерала фон Лілієнгофа, Гуцульський батальйон брав участь в контрнаступальній операції, в результаті якої російські війська були відкинуті з південної Буковини аж за Прут. Пройшовши через Кімполунґ, Ґура Гумору, Монастир Гумору, Плеш, Новий Солонець, Солку, Марджіну, Долішній Виків, Чудин, Буденець, Сторожинець, Глинницю і вздовж річки Прут, 19 лютого 1915 р. підрозділ увійшов у звільнені Черновиці, де протягом деякого часу ніс охорону службу.

1 березня 1915 командування підрозділом тимчасово прийняв капітан Карл Папп.

## Буковинський легіон

Стефан Василько
фон Серетський (1915)

Під час перебування Гуцульського батальйону в Черновицях, їх благодійник Микола фон Василько, враховуючи стратегічний курс військово-політичного керівництва Австро-Угорщини на створення національних підрозділів з метою консолідації суспільства та стимулювання місцевого патріотизму в формі відданості Габсбурзькій монархії, пролобіював переформатування підрозділу за зразком інших легіонів.
З цього часу у вжитку активно з'являються назви «Буковинський легіон», «Гуцульський легіон», «Легіон гуцульських стрільців». Підрозділ було доукомплектовано (за рахунок буковинських українців) до 1500 бійців, повністю екіпіровано та озброєно.
Першим командиром Буковинського легіону став ротмістр Стефан Василько фон Серетський.

Вже у березні 1915 р. Гуцульський легіон брав активну участь у звільненні північної Буковини, зокрема у штурмі населених пунктів Рогізна, Садагура, Буда, Чорнавка, та переслідувані супротивника, що відступав на Хотинщину. Поблизу Топорівців гуцульські стрільці відбили контратаку російських підрозділів (захопивши в полон близько 1400 чоловік). Зайнявши позиції біля Колінківців, утримували їх протягом трьох днів до підходу основних австрійських сил.

За підсумками березневої кампанії гуцульські стрільці отримали чимало схвальних відгуків та вдячності. Зокрема, у зверненні Союзу українських послів на Буковині «До українського народу на Буковині» (опубліковане в «Буковині» — 30.04.1915) зазначалося: «…На отсім місци дякуємо щиро-сердечно нашим славним хоробрим воякам, нашим жвавим Січовим і Гуцульским Стрільцям і всім, а всім тай кождому, хто по усім своїм силам боре ся проти клятого ворога москаля».

У травні 1915 р. Гуцульський легіон утримував перед значно переважаючими силами противника позиції між Боянами та Магалою. У цих боях 10 травня 1915 р. отримав важке поранення ротмістр Василько, після чого так і не зміг повернутися до командування легіоном.

Наступним командиром Гуцульських стрільців став капітан Осип Вайкерт.

Один з підрозділів гуцульських стрільців влітку 1915 р. брали участь в боях біля Надвірної, Коломиї та Заліщик. Основна частина батальйону, у складі австрійського з'єднання, в червні 1915 р. просунулися аж до Липкан, де утримували позиції до кінця року. У грудні, разом з основними силами, відступили на захід, та закріпилися на ділянці від Довжка до Прута, де їм вдалося втриматися до кінця січня 1916 р.
Микола фон Василько, як один із засновників і покровителів Легіону гуцульських стрільців, постійно отримував схвальні відгуки від австрійського командування. Так, підполковник Папп (28.07.1915) у листі до нього наголошував, що «Гуцули хоробро і успішно бороли ся в багатьох битвах на Буковині. В патрульній службі неустрашимі, а як вивідувані надзвичайно спритні і успішні».
Крім Миколи Василька, забезпеченням Гуцульського легіону переймалися й інші члени Союзу українських послів на Буковині — Ілля Семака, Микола Спинул тощо.

Долучалися до волонтерства практично всі громадські діячі краю. Так, зокрема, у «Народному Голосі» (30.10.1915) опубліковано «Заклик про збір пожертв на користь українських добровольців»:
|  | Присилайте жертви для гуцулів-добровольців! Український жіночий комітет для несеня помочи жовнярам потребує жертв від нашої суспільности! Наші гуцули і наші жовняри та Січові Стрільці потребують на зиму теплого біля і иньших дарунків. Згаданий комітет вислав відозву до всіх громад з просьбою надсилати дарунки і жертви на висше наведені ціли. Ми також відзиваємо ся до нашої суспільности: Присилайте жертви! Наші герої-жовняри завзято боронять рідний край перед ворожою силою, проливають за наше загальне діло свою кров і ми повинні прийти тим героям у поміч. Се наш святий обовязок! Жертви і дарунки просимо слати на адресу «Української Народної канцеляриї» в Чернівцях, вул. Петровича, ч.2. |

### Приєднання Румунського легіону

Пропам'ятна відзнака учасників боїв
за г. Дорна Ватра

Пропам'ятна відзнака учасників боїв за г. Кирлібаба

Станом на січень 1916 р. лінія фронту стабілізувалася, і на східному напрямку практично співпадала з довоєнним буковинсько-хотинським пограниччям.
Гуцульський легіон за час бойових дій втратив (вбитими й пораненими) майже половину свого початкового особового складу. Тому командуванням було прийнято рішення про приєднання до Буковинського легіону румунського добровольчого батальйону.
Із загостренням ситуації під час Брусиловського прориву, Буковинський легіон відступив у південну Буковину, де намагався не допустити прориву російських підрозділів до Семигороду, утримуючи позиції в буковинських Карпатах на лінії Кирлібаба—Местекенешти—Пожорита (пізніше Кирлібаба—Якобені—Ватра-Дорней).
Останній офіційний документ, в якому згадується Буковинський легіон, датується 28 червня 1916 р.
За окремими даними, частина гуцульських стрільців, яким вдалося вціліти під час російського наступу (1916), приєдналися до Гуцульської сотні УСС, з якою продовжили захищати висоти Ватра-Дорней та Кирлібаба, а інші влились в Легіон УСС.
Окремі гуцульські стрільці невеликими групами продовжували партизанську боротьбу.
Так, з екстреного циркуляра (№ 212 від 14.12.1916) Чернівецького губернатора В.Лігіна начальникам повітів і поліцмейстерам слідує, що в районі Селятина встановлені двоє австрійських жандарми Сніжек і Франц Брендель, при яких перебував партизанський загін з 17 гуцулів-добровольців, серед яких Філіп Москалюк. Діяльність групи координував один з старших офіцерів австрійської крайової жандармерії Микола Карпович (прізвисько «Мельник»), котрий використовуючи форму російського унтер-офіцера пересувався населеними пунктами й знищив багатьох російських воєнних чинів.

## Оцінки діяльності
Очивидці-офіцери, яким довелося перетинатися з гуцульськими стрільцями у бою, наголошували: 
|  | Гуцули дуже відважні, хоробрі і вірні. Також все дуже веселі і охочі. При тім наш Гуцул також дуже спритний і хитрий. Гуцули незримі як в казці. Видно їх було всюди і нігде. Як їх Москалі шукали в Кирлибабі, то Гуцули вже були в Якобенах. Показали ся Москалі в Якобенах, то Гуцули зловили московскі патрулі в Дорні-Ватрі. |

Місцеве населення практично відразу почало увіковічнювати пам'ять полеглих гуцульських стрільців та допомагати їхнім родинам. Підтвердженням цього слугує повідомлення Союзу українських послів на Буковині (24.09.1916 - «Памятник 1914–1916») про спорудження пам’ятника українським добровольцям-гуцулам в Берегометі над Серетом.

Із Бергомету над Серетом пишуть нам: На знак вдячности для хоробрих українських добровольців-гуцулів поставив тутешний ц.[ісарсько]-к.[оролівський] вахмайстер жандармериї Дмитро Пустельник за помочию комітету «памятник 1914–1915» в Бергометі н.[ад] С.[еретом], який відкрив святочно ц.[ісарсько]-к.[оролівський] староста Ліндес 29 серпня с.[ього] р.[оку].

О 10 год.[ині] рано я вив ся тутешний прав.[ославний] парох з процевиєю і посьвятив памятник в присутности відпоручників ц.[ісарсько]-к.[оролівських] українських гуцульських стрільців, а то поручника і 6 вояків, що вбили в памятник золотий цвяшок з написом «Г. 1914–1915». Присутні були ще офіцери етапових команд і з Бергомету і з Вижниці, заступники кількох громад, багато вояків і жандармів, українськи і німецька шкільна молодіж із учительством і здвиг народу.

По промовах, деклямациях і сьпівах піднесено трикратний оклик в честь монарха, а відтак почали вбивати цьвяшки, яких начислено першої днини понад дві тисячі, за що й зібрано понад дві тисячі корон, які призначені на запомоги для вдовиць і сиротів по українських гуцульських стрільцях. Комітет дякує всім, що були на сім сьвяті, і всім, що жертвували на сей памятник вдяки для славних оборонців нашої Гуцульщини.